# Lienardia
Lienardia é um gênero de gastrópodes pertencente a família Clathurellidae.

## Espécies
- Lienardia acrolineata Fedosov, 2011
- Lienardia armstrongi (G. Nevill & H. Nevill, 1875)
- Lienardia biplicata (Melvill, 1906)
- Lienardia caelata (Garrett, 1873)
- Lienardia calathiscus (Melvill & Standen, 1896)
- Lienardia cardinalis (Reeve, 1845)
- Lienardia cincta (Dunker, 1871)
- Lienardia coccinea (Anton, 1838)
- Lienardia comideleuca (Melvill & Standen, 1903)
- Lienardia compta (Reeve, 1845)
- Lienardia corticea Hedley, 1922
- Lienardia cosmia Winckworth, 1940
- Lienardia crassicostata (Pease, 1860)
- Lienardia crebrilirata (E. A. Smith, 1884)
- Lienardia cremonilla (Melvill & Standen, 1895)
- Lienardia crosseanum (Hervier, 1896)
- Lienardia curculio (Nevill & Nevill, 1869)
- Lienardia disconicum (Hervier, 1896)
- Lienardia ecprepes Melvill, 1927
- Lienardia exilirata Rehder, 1980
- Lienardia exquisita (Nevill & Nevill, 1875)
- Lienardia fallaciosa Hedley, 1922
- Lienardia fallax (Nevill & Nevill, 1875)
- Lienardia falsaria Hedley, 1922
- Lienardia farsilis Hedley, 1922
- Lienardia fatima (Thiele, 1925)
- Lienardia fuscolineolata Kuroda & Oyama, 1971
- Lienardia gaidei (Hervier, 1896)
- Lienardia giliberti (Souverbie in Souverbie & Montrouzier, 1874)
- Lienardia gracilis Hedley, 1922
- Lienardia grandiradula Fedosov, 2011
- Lienardia gravelyi Winckworth, 1940
- Lienardia idiomorpha (Hervier, 1897)
- Lienardia immaculata (E. A. Smith, 1876)
- Lienardia innocens (Thiele, 1925)
- Lienardia koyamai Bozzetti, 2007
- Lienardia lischkeana (Pilsbry, 1904)
- Lienardia marchei Jousseaume, 1884
- Lienardia mighelsi Iredale & Tomlin, 1917
- Lienardia multicolor Fedosov, 2011
- Lienardia multinoda Hedley, 1922
- Lienardia nigrotincta (Montrouzier in Souverbie & Montrouzier, 1873)
- Lienardia obtusicostata (E. A. Smith, 1882)
- Lienardia periscelina Hedley, 1922
- Lienardia peristernioides Schepman, 1913
- Lienardia perplexa (Nevill & Nevill, 1875)
- Lienardia planilabrum (Reeve, 1846)
- Lienardia pulchripicta (Melvill & Standen, 1901)
- Lienardia punctilla Hedley, 1922
- Lienardia purpurata (Souverbie, 1860)
- Lienardia ralla Hedley, 1922
- Lienardia rhodacme (Melvill & Standen, 1896)
- Lienardia rigida (Hinds, 1843)
- Lienardia roseangulata Fedosov, 2011
- Lienardia rosella Hedley, 1922
- Lienardia roseocincta (W. R. B. Oliver, 1915)
- Lienardia roseotincta (Montrouzier in Souverbie & Montrouzier, 1872)
- Lienardia rubida (Hinds, 1843)
- Lienardia rugosa (Mighels, 1845)
- Lienardia semilineata (Garrett, 1873)
- Lienardia siren (E. A. Smith, 1904)
- Lienardia spengleri Stahlschmidt, 2015
- Lienardia strombilla (Hervier, 1896)
- Lienardia tagaroae Fedosov, 2011
- Lienardia thalera (Melvill & Standen, 1896)
- Lienardia totopotens Rosenberg & Stahlschmidt, 2011
- Lienardia tricolor (Brazier, 1876)
- Lienardia vadososinuata Nomura & Niino, 1940
- Lienardia vultuosa (Reeve, 1845)

Espécies trazidas para a sinonímia
- Subgênero Lienardia (Hemilienardia) Boettger, 1895: sinônimo de Hemilienardia O. Boettger, 1895
- Subgênero Lienardia (Lienardia): sinônimo de Lienardia Jousseaume, 1883
- Lienardia (Lienardia) rubida (Hinds, 1843): sinônimo de Lienardia rubida (Hinds, 1843)
- Lienardia apiculata (Montrouzier in Souverbie & Montrouzier, 1864): sinônimo de Hemilienardia apiculata (Montrouzier, 1864)
- Lienardia balteata (Pease, 1860): sinônimo de Hemilienardia balteata (Pease, 1860)
- Lienardia calcicincta (Melvill & Standen, 1895): sinônimo de Hemilienardia calcicincta (Melvill & Standen, 1895)
- Lienardia chrysoleuca Melvill, 1923: sinônimo de Hemilienardia chrysoleuca (Melvill, 1923) (combinação original)
- Lienardia ecprepes Melvill, 1927: sinônimo de Hemilienardia ecprepes (Melvill, 1927) (combinação original)
- Lienardia fenestrata (Melvill, 1898): sinônimo de Hemilienardia fenestrata (Melvill, 1898)
- Lienardia goubini (Hervier, 1896): sinônimo de Hemilienardia goubini (Hervier, 1896)
- Lienardia granulifera Schepman, 1913: sinônimo de Glyphostoma granulifera (Schepman, 1913) (combinação original)
- Lienardia grayi (Reeve, 1845): sinônimo de Clathurella grayi (Reeve, 1845)
- Lienardia hadfieldi (Melvill & Standen, 1895): sinônimo de Pseudodaphnella hadfieldi (Melvill & Standen, 1895)
- Lienardia hersilia (Hedley, 1922): sinônimo de Hemilienardia hersilia Hedley, 1922
- Lienardia homochroa (Hedley, 1922): sinônimo de Hemilienardia homochroa Hedley, 1922
- Lienardia malleti (Récluz, 1852): sinônimo de Hemilienardia malleti (Récluz, 1852)
- Lienardia morsura (Hedley, 1899): sinônimo de Thetidos morsura Hedley, 1899
- Lienardia nigrocincta (Souverbie & Montrouzier, 1873): sinônimo de Lienardia nigrotincta (Montrouzier in Souverbie & Montrouzier, 1873)
- Lienardia obockensis Jousseaume, 1888: sinônimo de Cronia obockensis (Jousseaume, 1888) (combinação original)
- Lienardia ocellata Jousseaume, 1883: sinônimo de Hemilienardia ocellata (Jousseaume, 1883) (combinação original)
- Lienardia purpurascens (Dunker, 1871): sinônimo de Hemilienardia purpurascens (Dunker, 1871)
- Lienardia rubicunda (Gould, 1860): sinônimo de Hemilienardia rubicunda (Gould, 1860)
- Lienardia thyridota (Melvill & Standen, 1896): sinônimo de Hemilienardia thyridota (Melvill & Standen, 1896)